# Samira Brito
Samira da Silva Brito (Juazeiro, 8 de junho de 1989) é uma atleta paralímpica brasileira.

## Biografia e carreira
Brito é natural de Juazeiro, na Bahia. Sofreu com falta de oxigenação durante o parto e, aos nove anos de idade, foi diagnosticada com paralisia cerebral que afeta os movimentos dos membros, além da fala e audição.
Em julho de 2021, ela era 2.ª colocada no ranking mundial dos 100 e 200 metros na classe T36.
Brito representou o Brasil nos Jogos Paralímpicos de Tóquio 2020 – realizados entre agosto e setembro de 2021. Ela disputou a final dos 100 metros rasos na classe T36 e ficou na sétima posição, já na final dos 200 metros rasos T36, ficou em sexto lugar.
Em setembro de 2022, no Grand Prix de Marrakech, no Marrocos, ela faturou o ouro nos 100 e nos 200 metros rasos.
Em julho de 2023, disputou o Campeonato Mundial de atletismo paralímpico em Paris, na França, terminando em 8.º lugar nos 100 metros e em 5. lugar 200 metros. Brito representará o Brasil nos Jogos Parapan-Americanos de Santiago 2023.

## Principais conquistas
- 2022: Grand Prix de Marrakech, 100 metros rasos – ouro[6][2]
- 2022: Grand Prix de Marrakech, 200 metros rasos – ouro[7]